# 梅內茲黏盲鰻
梅內茲黏盲鰻，為盲鳗科黏盲鰻屬的其中一種，分布於西南大西洋巴西海域，為深海魚類，棲息深度250-530公尺，體延長呈圓柱狀，體後方側扁，眼退化為皮膚所覆蓋，無上下頜，具7對鰓孔，黏液孔總數86-94個，尾部黏液孔14-18個，腹側鰭褶退化，身體淺棕色和尾鰭深棕色，體長可達73.7公分，主要棲息在大陸坡泥底部，屬腐食性。沒有交配器官，性腺位於腹膜腔內，卵巢位於性腺的前部，睾丸位於性腺的後部，若性腺的顱部發育，則成為雌性；若性腺的尾部發生分化，則成為雄性；兩者皆不發育則為不育個體；而兩者皆發育則其構造上會是雌雄同體，但目前仍待更多研究證實其雌雄同體種的繁殖表現和習性。